# Tockus
Tockus is een geslacht van vogels uit de familie neushoornvogels (Bucerotidae). Deze kleinste vertegenwoordigers van de neushoornvogels leven in de droge gebieden van Afrika waar ze jagen op sprinkhanen en termieten.

## Soorten
Het geslacht kent de volgende soorten:
- Tockus damarensis  – Damaratok
- Tockus deckeni  – Von der Deckens tok
- Tockus erythrorhynchus  – Roodsnaveltok
- Tockus flavirostris  – Ethiopische geelsnaveltok
- Tockus jacksoni  – Jacksons tok
- Tockus kempi  – Westelijke roodsnaveltok
- Tockus leucomelas  – Zuidelijke geelsnaveltok
- Tockus monteiri  – Monteiro's tok
- Tockus ruahae  – Tanzaniaroodsnaveltok
- Tockus rufirostris  – Zuidelijke roodsnaveltok